# SOME GIRLS - REBEL STREET IV
『SOME GIRLS - REBEL STREET IV』（サムガールズ レブルストリート フォー）は1987年4月25日に発売されたコンピレーションアルバム。

## 概要
REBEL STREETシリーズの第四弾にあたり、本作ではGiRLPOP系、特にテクノポップ・ニューウェイヴ系アーティストの作品が特集されている。

## 収録曲
1. ガラスの涙　-Nana
2. 赤いエナメル -Mind Conrol
3. FALLEN ANGEL -Clan
4. TOKINONE[時の音] -Ritan
5. RAVISHMENT -Mens
6. HEY! -Virgin Rocks
7. 桜の花は乱れ咲き -蟻PROJECT
8. CHINESE BOY -日の丸ファクトリー
9. 彼女はアドバルーン -Still
10. BABY FACE BOY -麝香猫
11. ラーギニー -Barbara
12. ANNABEL LEE#2 -葛生千夏